# Fëdor Ivanovič Tjutčev
Fëdor Ivanovič Tjutčev (in russo Фёдор Иванович Тютчев?; Ovstug, 5 dicembre 1803 – Carskoe Selo, 27 luglio 1873) è stato uno scrittore e poeta russo.
Eminente poeta russo, diplomatico. Visse a Monaco e a Torino, conosceva Heine e Schelling. Non partecipava alla vita letteraria e non si diceva un letterato.

## Biografia
Sono disponibili circa 400 delle sue liriche, i cui frammenti sono molto spesso citati in Russia. Le prime poesie furono composte nel contesto della tradizione poetica del '700. Negli anni 1830 dell’800 nelle sue liriche sono molto forti le tradizioni del romanticismo europeo, e soprattutto di quello tedesco. Si tratta della lirica filosofica (meditativa), gli argomenti principali della quale sono le riflessioni sul creato, sulla sorte umana, sulla natura.
Negli anni 1840 scrisse alcuni articoli politici, dedicati al problema delle relazioni fra la Russia e la civiltà occidentale. Negli anni 1850 Tjutčev crea una serie delle liriche brillanti sull'amore, nelle quali l'amore viene raffigurato come tragedia. Queste liriche furono successivamente unite nel cosiddetto “denis'evskij cikl” (ciclo di Denis'eva), ossia il ciclo delle poesie dedicate all'amante del poeta E.A. Denisieva. Negli anni 1860 e 1870 nell'opera di Tjutčev predominano le poesie politiche.
La più famosa lirica “Silentium!” è un amaro invito al silenzio, il rammarico causato dalla penosa consapevolezza del fatto che una persona non potrà mai comprendere pienamente un'altra. Una delle sentenze più citate di Tjutčev è “Pensiero una volta pronunciato è menzogna”, oltre a “La Russia non è da comprendere razionalmente” e “Non siamo destinati a prevedere come si ripercuoterà ciò che abbiamo detto”. Pubblicò anche numerosi scritti politici, tra cui l'opuscolo La Russie et l'Allemagne. Le sue poesie sono state tradotte in italiano da Tommaso Landolfi.

## Tjutčev nella cultura popolare
Björk canta con Antony Hegarty un suo poema in Volta (2007), tradotto in inglese «The Dull Flame of Desire» come appare in Stalker (1979) di Andrej Tarkovskij.

## Opere
- F.I. Tjutčev, La Russia e l'Occidente. Scritti politici, Beatrix Editions, 2016
- T. Tjutčev. Poesie. Traduzione е introduzione di Virgilio Narducci, Roma, Istituto per l'Europa orientale, 1929, 78 p.
- F. J. Tjutčev. Poesie. Pubblicate nel testo originale con introduzione, scelta e traduzioni a cura di Eridano Bazzarelli. Milano, Ugo Mursia ed., ‹1959›. 8, 295, l p.
- «La mia vita». Racconto dettato da una contadina russa a T. A. Kuzminskaja, riveduto e corretto da Lev Tolstoj. Proemio, traduzione e note di C. Salomon. Milano, 1924, p. 22—23
- T. Tjutčev, Ultimo amore. Poesie in vita e in morte di Elena A. Denis’eva, a cura di Christoph Ferber, Quaderni di Erba d'Arno, 2015, pp. 35, ISBN 9788896954225

## Bibliografia

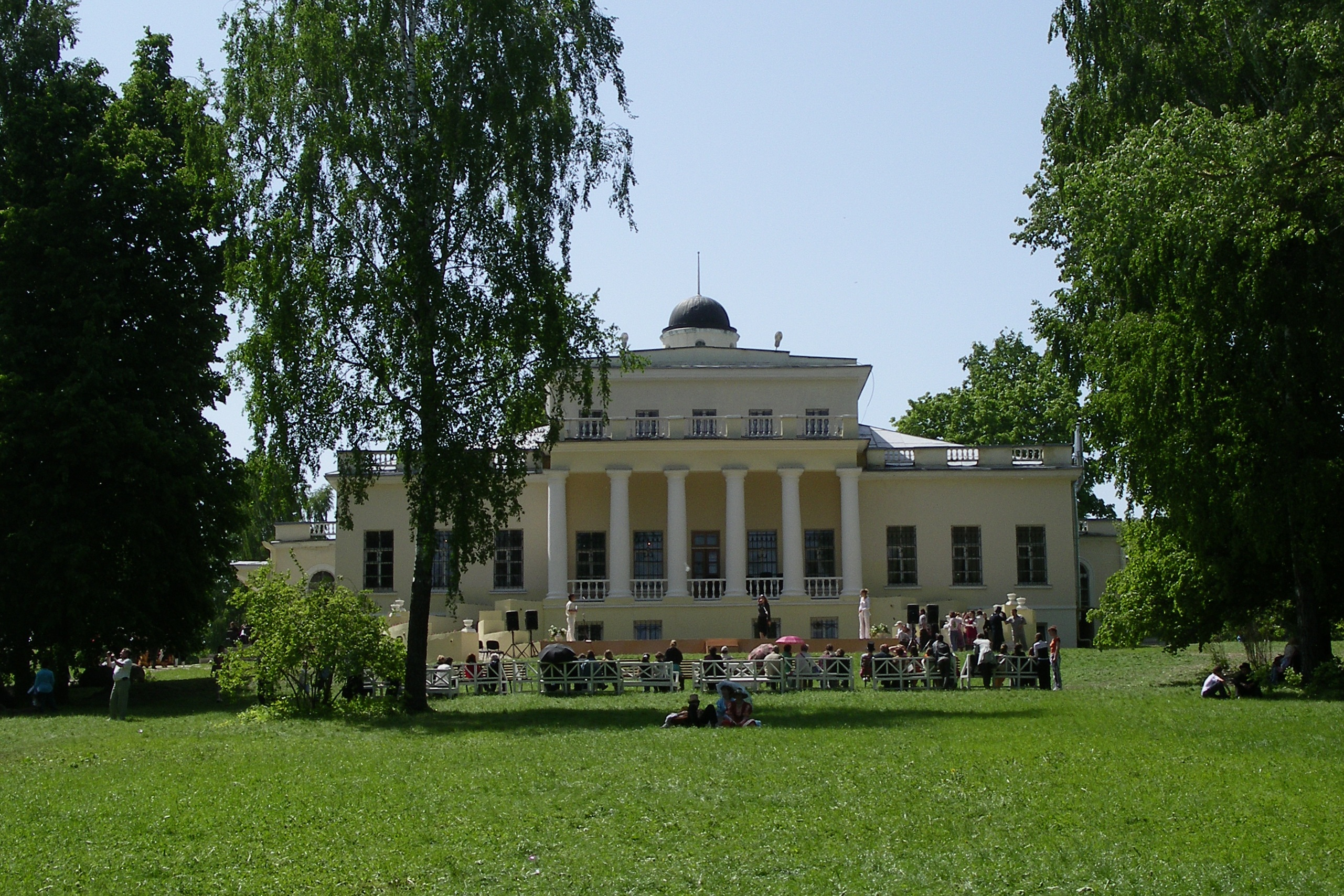
Ovstug, castello di Tjutčev